# Crows Landing
Crows Landing es un lugar designado por el censo ubicado en el condado de Stanislaus en el estado estadounidense de California. En el año 2010 tenía una población de 355 habitantes.

## Geografía
Crows Landing se encuentra ubicado en las coordenadas 37°23′33″N 121°4′22″O / 37.39250, -121.07278.